# Curugmanis
Curugmanis is een bestuurslaag in het regentschap Serang van de provincie Banten, Indonesië. Curugmanis telt 4367 inwoners (volkstelling 2010).